# Domenico Tarsitani
Domenico Tarsitani, né le 18 août 1817 à Cittanova et mort le 9 mars 1873 à Torre del Greco, est un gynécologue et obstétricien italien. Il révolutionne la gynécologie italienne et plus généralement le monde académique de l'accouchement avec la création du Forceps Tarsitani en 1844 et la fondation de la première école de gynécologie d'Italie.

## Biographie

### Naissance et origine

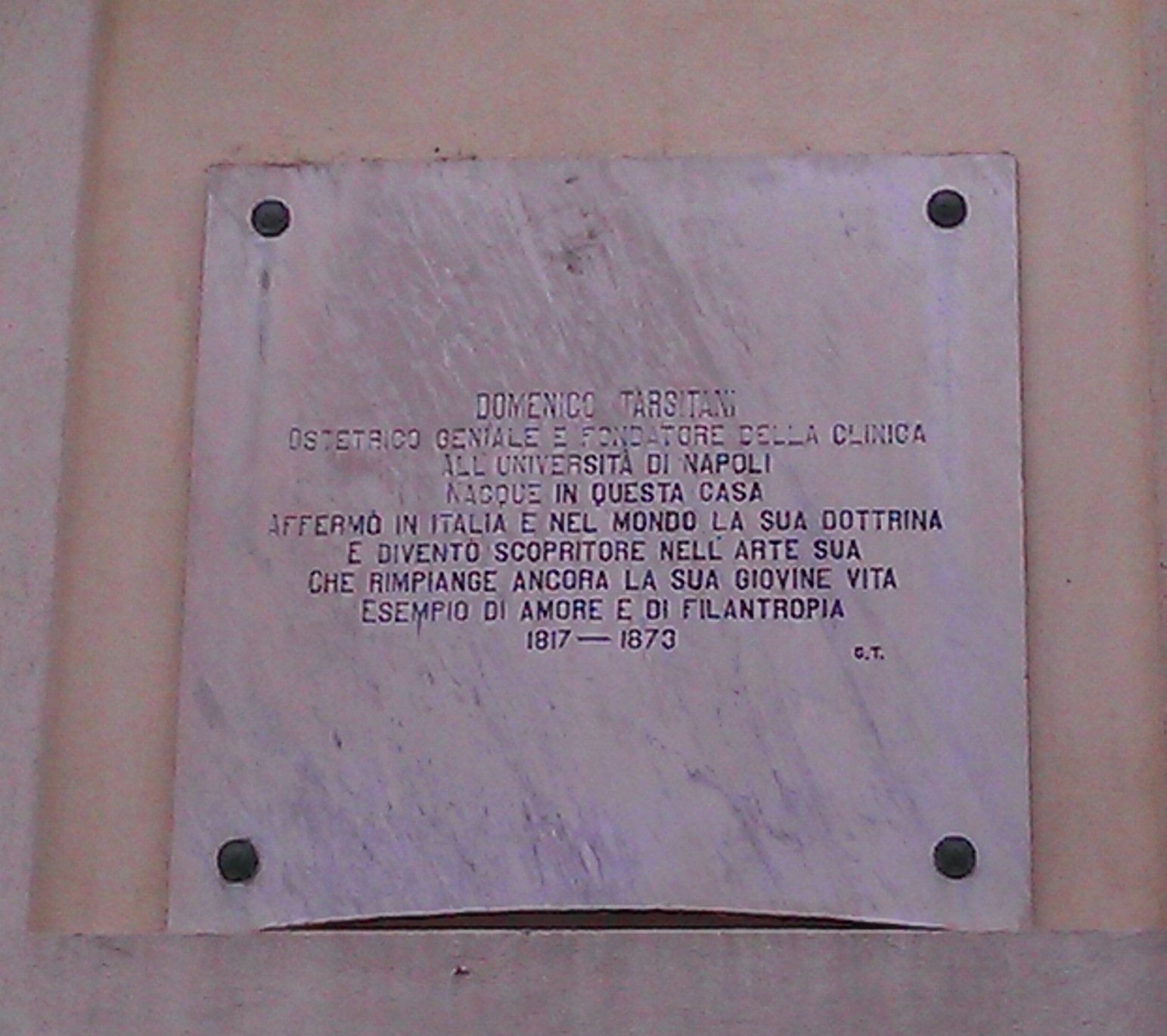
Plaque commémorative sur sa maison natale à Cittanova.

Domenico Tarsitani nait le 18 août 1817 à Cittanova. Il est le fils de l'avocat Francesco Antonio Tarsitani et de Gironima Giovinazzo. Alors qu'il est encore jeune, il perd ses deux parents et grandit élevé par son frère aîné Ferdinando Tarsitani.
À l'âge de huit ans il est envoyé au Collège de Reggio de Calabre où il étudie la littérature italienne et latine.

### Les études universitaires
En 1834, Domenico Tarsitani se rend à Naples pour faire des études de philosophie et de mathématiques auprès de université de Naples - Frédéric-II et pour commencer à apprendre les bases de la médecine, discipline qui l'intéressait déjà beaucoup.
Le 4 novembre 1835, âgé de 18 ans, il entre au collège de médecine et de chirurgie napolitain, école de médecine annexe à l'hôpital des Incurables. La même année a lieu un concours pour l'obtention d'une bourse d'études délivrée aux meilleurs élèves en littérature latine et italienne et celle-ci revient à Domenico Trasitani qui gagne le prix et peut ainsi continuer ses études en médecine. Dès lors, il est considéré comme un des meilleurs élèves et étudiants de la faculté. En mai 1836, il passe des examens, dont l'examen en chirurgie sur le thème de l'aire atmosphérique, l'examen de physique sur le centre de gravité du corps humain et l'examen d'anatomie sur le thème du cœur. Il réussit les trois examens avec la note maximale.
Une fois obtenu son diplôme en médecine et chirurgie, il commence une période comme stagiaire auprès de la clinique civile puis à l'hôpital des Incurables où il a comme maîtres les trois plus grands médecins napolitains de l'époque, les professeurs Ronchi et Postiglione et enfin Francesco Petrunti (1785-1839), qui a entre autres été l'un des principaux Grands Maîtres de la Franc-Maçonnerie en Campanie.

### La période parisienne

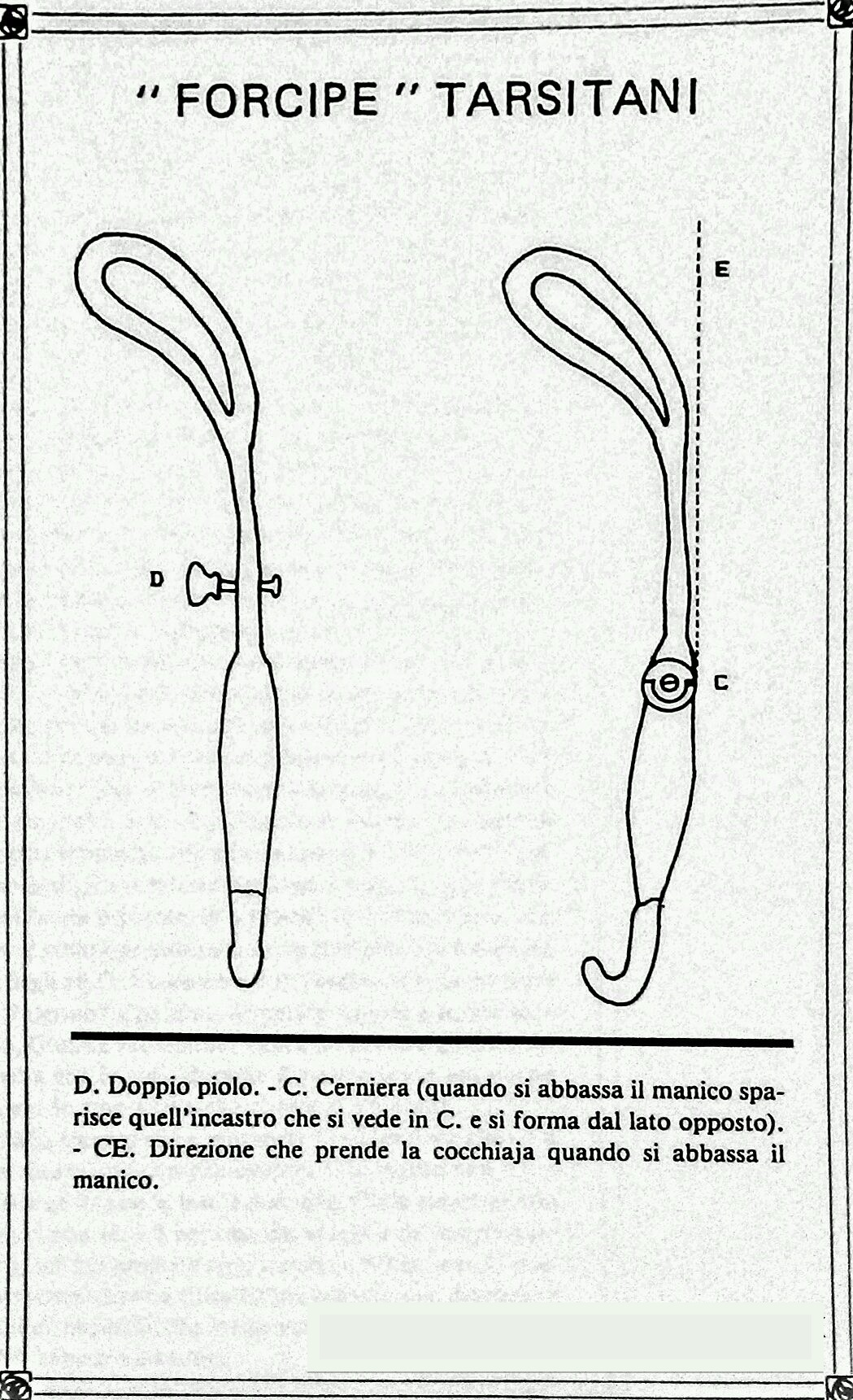
Le Forceps Tarsitani.

Domenico Tarsitani continue ses études à Paris, grâce à l'appui et aux conseils de son ami le duc de Terranova, pour effectuer une spécialisation à l'université de la Sorbonne pendant quatre ans en assistant au cours d'obstétrique et de chirurgie à l’école de médecine. Parallèlement, il pratique dans les grands hôpitaux parisiens où il rencontre puis devient un ami proche du chirurgien et anatomiste français Alfred Velpeau.
Sa préférence pour la recherche scientifique et la grande disponibilité de matériels dans les hôpitaux parisiens le pousse à se tourner vers des études en gynécologie et obstétrique. En travaillant à la clinique d'obstétrique et à l'hospice de maternité de Paris, il fait une suite de découvertes qui seront publiées à Naples dans le journal Il Lucifero.
Pendant cette période, il publie deux monographies en français : Nouveau mode de fabrication du bistouri appelé recto convesse et Nouvelle nomenclature de ses différentes positions (publiées à Paris en 1843). Il présente ensuite ce travail accompagné de deux lithographies auprès de l'Académie de l'Industrie le 20 juillet 1843 et il obtient ainsi la protection du roi Louis-Philippe Ier. À cette occasion, l'académie lui confère une médaille d'honneur et le titre de membre de l'académie de l'industrie.
Peu de temps après, il écrit une autre monographie intitulée Statistique des accouchements qui ont eu lieu à l'hospice de la maternité et à la clinique des accouchements pendant l'année scolaire 1843-1844 qui est présentée et lue sous la protection du roi à la Société française des statistiques universelles qui elle aussi l'inscrit parmi ses membres honoraires. En voulant rendre moins dangereuses certaines manœuvres récurrentes en obstétrique, il commence à corriger les défauts du plus ancien instrument utilisé pour l'accouchement, le forceps. Après une longue série de tentatives qui durent plus de dix mois et en utilisant des métaux plus malléables que les usuels et donc plus simple à travailler, il réussit à concevoir un nouveau forceps à double tiges et pivots pour résoudre les problèmes qui se produisent lors des accouchements difficiles quand les tiges du forceps s'accrochent l'une à l'autre. Les résultats de ses recherches sont transcrits dans une monographie accompagnée de dessins qui est présentée à l'Académie royale de médecine de Paris par le professeur de chirurgie Joseph Capuron le 16 avril 1844. Il est alors directement nommé membre correspondant étranger de l'académie et une médaille d'argent lui est conférée. Grâce à cette invention, sa renommée croît rapidement en Europe dans les domaines de la gynécologie et de l'accouchement. Toutes les grandes revues scientifiques européennes de l'époque reconnaissent alors la supériorité du « forceps à double tiges » qui est appelé « forceps Tarsitani ». Cela a également des conséquences économiques sur les grandes entreprises chirurgicales qui ne réussissent plus à écouler leurs stocks d'anciens forceps car ceux-ci sont dès lors refusés par les hôpitaux. Mondialement reconnu, Domenico Tarsitani devient alors lui-même Professeur à la Sorbonne en menant également son activité de médecin à Paris.

### Le retour à Naples
La mort de son frère aîné, Ferdinando Tarsitani, l'oblige à rentrer à Naples. Il y devient premier chirurgien de l'hôpital San Francesco.
Il fonde alors la première école de gynécologie d'Italie en suivant les règles de la science moderne et en la modelant sur les universités étrangères. Il y rassemble le matériel de gynécologie et d'obstétrique ainsi qu'une riche collection pour l'étude de l'anatomie offerte par divers donateurs.
Il continue d'étudier différents problèmes médicaux, toujours dans le même domaine, qui seront finalement résumés dans des mémoires, sous le titre de Sperimenti di Ascoltazione, fatti sulle donne incinte, ripetuti sopra i ruminanti, ed in particolare sulle vacche pregnanti, per conoscere la sede del Soffio uterino, lues aux septième congrès des scientifiques italiens en 1845. Il en profite également pour illustrer sa thèse sur la Myotonie rachidienne.
En 1860, après l'unification de l'Italie, le collège médico-chirurgical est rouvert. Tarsitani y est nommé professeur ordinaire en obstétrique avant de passer un concours qu'il remporte à la suite duquel il obtient la charge par décret royal en 1867 de directeur de la clinique d'obstétrique de l'université de Naples.

### Fin de vie

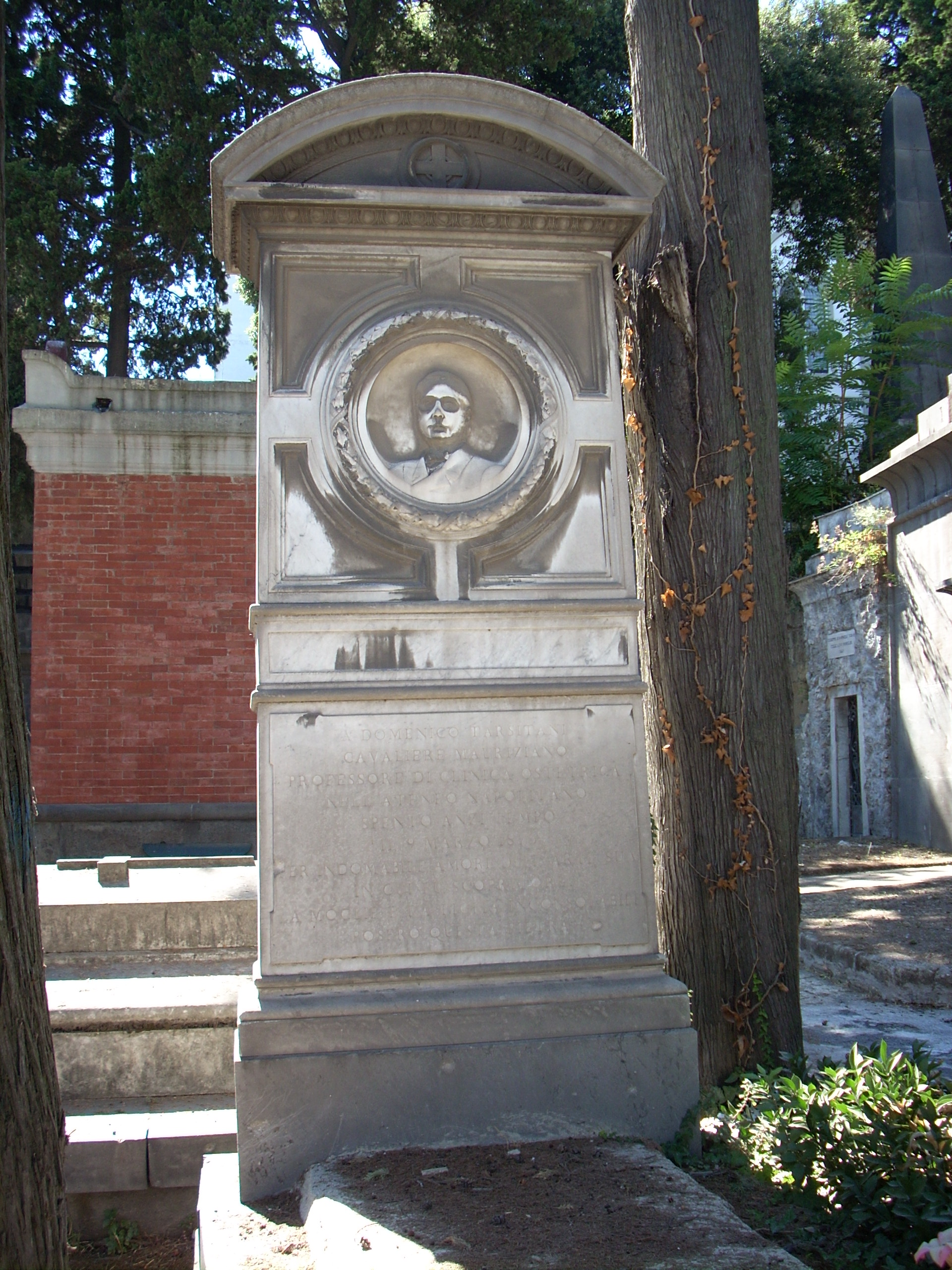
Tombe de Domenico Tarsitani.

Après avoir dirigé la clinique d'obstétrique de l'université de Naples pendant plus d'une dizaine d'années, le professeur Domenico Tarsitani meurt le 9 mars 1873 dans la ville de Torre del Greco, à proximité de Naples en laissant une femme et une jeune fille. Il est incinéré et ses cendres placées au cimetière de Torre del Greco, mais sur demande de la communauté scientifique italienne, ses restes sont déplacés au Cimetière de Poggioreale où étaient enterrés les hommes illustres et plus précisément dans la partie à l'extrémité sud-ouest du cimetière qui est aussi appelée le carré des hommes illustres.
Sur sa tombe est écrit un épigraphe qui lui a été dédié par le sénateur, poète et maire de Naples Paolo Emilio Imbriani.

## Distinctions
- Médaille d'argent de l'Académie royale de médecine (en 1843 pour l'invention du Forceps Tarsitani).
- Prix de l'Académie médico-chirurgicale de Naples (pour l'invention du Céphalotribe Tarsitani).
- Chevalier de l'Ordre des Saints-Maurice-et-Lazare.

## Le Forceps Tarsitani
Le forceps Tarsitani inventé en 1843 est très semblable au forceps classique français du début du XIXe siècle avec la différence que chez Domenico Tarsitani, les tiges sont interchangeables en ceci que le pivot peut être fixé indifféremment sur l'une ou l'autre branche de l'outil en le rendant ainsi le forceps le plus rapide à utiliser. Ce principe sera par la suite utilisé par le Forceps de Francesco Rizzoli, version encore améliorée du Forceps Tarsitani, dans les années 1860.

## Œuvres

### Œuvres principales
- (fr) Nouveau Forceps à Double Pivot, Paris, 1844.
- (fr) Forceps à double pivot, édition Victor Masson, Paris, 1853, 63 pages (Lire ici).
- Cefalotripsia, Typographie du Filiatre-Sebezio, Naples, 1855.
- Applicazione del forcipe a doppio perno, Naples, 1857.
- Elementi di Ostetricia, 1867.

### Œuvres mineures
- Sperimenti di Ascoltazione, fatti sulle donne incinte, ripetuti sopra i ruminanti, ed in particolare sulle vacche pregnanti, per conoscere la sede del Soffio uterino, 1845.
- Pellagra curata nel grande ospedale delle prigioni di Napoli, Naples, 1847.
- Lettere intorno al parto prematuro artificiale del Dott, Tarsitani Domenico, Naples, 1856.
- Parto Prematuro artificiale a causa di metrorragia.
- Discorso riguardante l'applicazione del novello cefalotrivo, Naples, 1860.
- Embriologia, Naples, 1861.
- Annotazioni intorno ai vantaggi della docciatura uterina, Naples, 1864.
- (fr) Nouveau mode de fabrication du Bistouri appelé recto convesse, et nouvelle nomenclature de ses différentes position, Paris, 1843.